# LWP Eg 7–8
Die LWP Eg 7–8 waren zwei Elektrolokomotiven der Elektrischen Lokalbahn Wien-Landesgrenze nächst Hainburg (LWP). Sie wurden 1916 wegen des gestiegenen Verkehrsaufkommens für die mit Gleichstrom betriebene Wiener Stadtstrecke der Pressburger Bahn nachbeschafft.

## Technik und Geschichte
Die Maschinen hatten mittig angeordnete Führerstände, die einen Stromabnehmer trugen. In die beiden niedrigen Vorbauten waren wie bei den LWP Eg 1–4 Batterien eingebaut, mit denen im Systemwechselbahnhof Groß Schwechat der Verschub ermöglicht wurde. Die Holzaufbauten der Lokomotiven waren mit Blech verkleidet. Der obere Teil war weiß, die Seitenteile im Unterschied zu den Eg 1–4 aber rot-braun gestrichen. Der Antrieb erfolgte über vier AEG-Tatzlagermotore.
Durch viele Probleme im elektrischen Teil (häufiger Tausch der Motoren) und durch die geringere Kapazität der Batterien waren die Lokomotiven wenig beliebt, lauftechnisch waren sie den Eg 1–4 aber überlegen. Sie wurden meist nur eingesetzt, wenn keine Eg 1–4 zur Verfügung stand.
Beide Lokomotiven erlitten während des Zweiten Weltkrieges Totalschaden und wurden am 25. Mai 1951 endgültig ausgemustert.